# Pekka Jurva
Pekka Jurva, ursprungligen Peter Jurvanen, född 2 mars 1894 i Helsingfors, död 24 oktober 1922 i Helsingfors var en finländsk musiker och kompositör. Han var bror till sångaren, kompositören och musikern Matti Jurva.
Jurva, som var bosatt i föräldrahemmet i Kottby i nuvarande Metsälä, var 19 år då han under hösten 1914 blev ackompanjatör och turnékamrat till J. Alfred Tanner. Han blev sedermera en av kuplettsångarens mest kända ackompanjatörer; de övriga var Harald Winter och Sakeus Juuri-Oja. Åren 1914–1917 turnerade Jurva och Tanner runtom i Finland.
Som kompositör gjorde Jurva musiken till Kulkurin masurkka, vars text sedan författades av Ahti H. Einola.